# Cenaspis aenigma
Cenaspis aenigma — вид полозових змій.

## Поширення
Ендемік високогір'їв на заході штату Чьяпас у Мекиці. Відомий по одному екземпляру, що знаходився в шлунку коралового аспіда Micrurus nigrocinctus.

## Опис
Незважаючи на те, що знахідка була частково перетравлена, у зразка виявлено безліч унікальних рис. Голотип — дорослий самець завдовжки 26 см. Судячи з деяких особливостей, наприклад з подовженого черепа та характеру луски, герпетологи припустили, що цей вид більшу частину життя проводить під землею. Цікаво те, що крім незвичайного малюнка на лусці у змії добре розвинені зуби і потужні щелепи. Зазвичай підземні змії живуть в лісі і харчуються м'якої здобиччю — слимаками і дощовими хробаками — однак ця, судячи з усього, полює на тарганів і багатоніжок з жорстким хітиновим панциром.